# Maria Beatriz del Rosario Arroyo
Maria Beatriz del Rosario Arroyo (ur. 17 lutego 1884 w Iloilo, zm. 14 czerwca 1957 tamże) – filipińska zakonnica, Służebnica Boża Kościoła katolickiego.

## Życiorys
Urodziła się 17 lutego 1884 roku, a jej rodzicami byli Ignacio Arroyo i Dona Maria Pidal. Została ochrzczona w kościele w Sta Ana w Molo w dniu 20 lutego 1884 roku. Przebywała w Colegio, aż do ukończenia szkoły podstawowej. Wstąpiła do zakonu dominikanek. Była założycielką zgromadzenia Sióstr Dominikanek Najświętszego Różańca z Filipin. Zmarła 14 czerwca 1957 roku w opinii świętości. Obecnie trwa jej proces beatyfikacyjny.